# Steward Ceus
Pour les articles homonymes, voir Ceus.
Steward Ceus est un footballeur international haïtien né le 26 mars 1987 à West Haverstraw aux États-Unis. Il évolue au poste de gardien de but pour les Switchbacks de Colorado Springs en USL Championship.

## Carrière
Steward Ceus est né et a grandi aux États-Unis. Lors de ces études, il pratique de nombreux sports mais se fait remarquer tout particulièrement pour ses performances comme gardien de but en soccer. Il est drafté en 37e choix par les Rapids du Colorado en 2009. Pour s'aguerrir au monde professionnel, il est prêté lors de ses deux premières saisons aux Charlotte Eagles en seconde division de United Soccer Leagues (D3 nord-américaine).

### International
Il joue pour la première fois en sélection nationale en 2010 à l'occasion des tours préliminaires de la Coupe caribéenne des nations 2010 où Haïti, champion en titre, manque la qualification de justesse.